# Goodallia triangularis
Goodallia triangularis är en musselart som först beskrevs av Montagu 1803.  Goodallia triangularis ingår i släktet Goodallia och familjen Astartidae. Inga underarter finns listade i Catalogue of Life.